# Cecilia Zandalasini
Cecilia Zandalasini (ur. 16 marca 1996 w Broni) – włoska koszykarka, występująca na pozycji niskiej skrzydłowej, mistrzyni WNBA z 2017.
Jej brat Andrea jest także zawodowym koszykarzem.

## Osiągnięcia

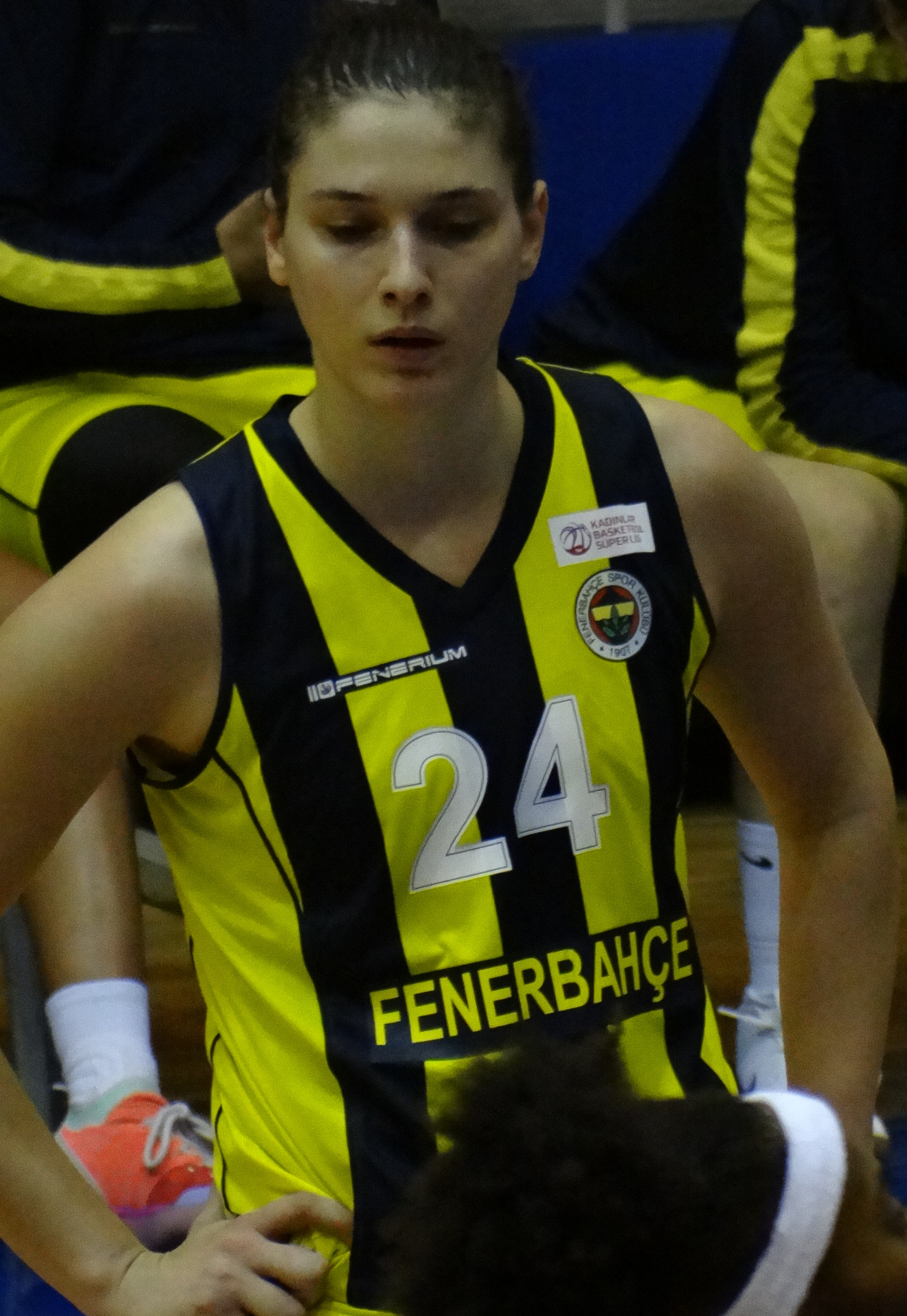
Zandalasini w barwach Fenerbahçe (2017).

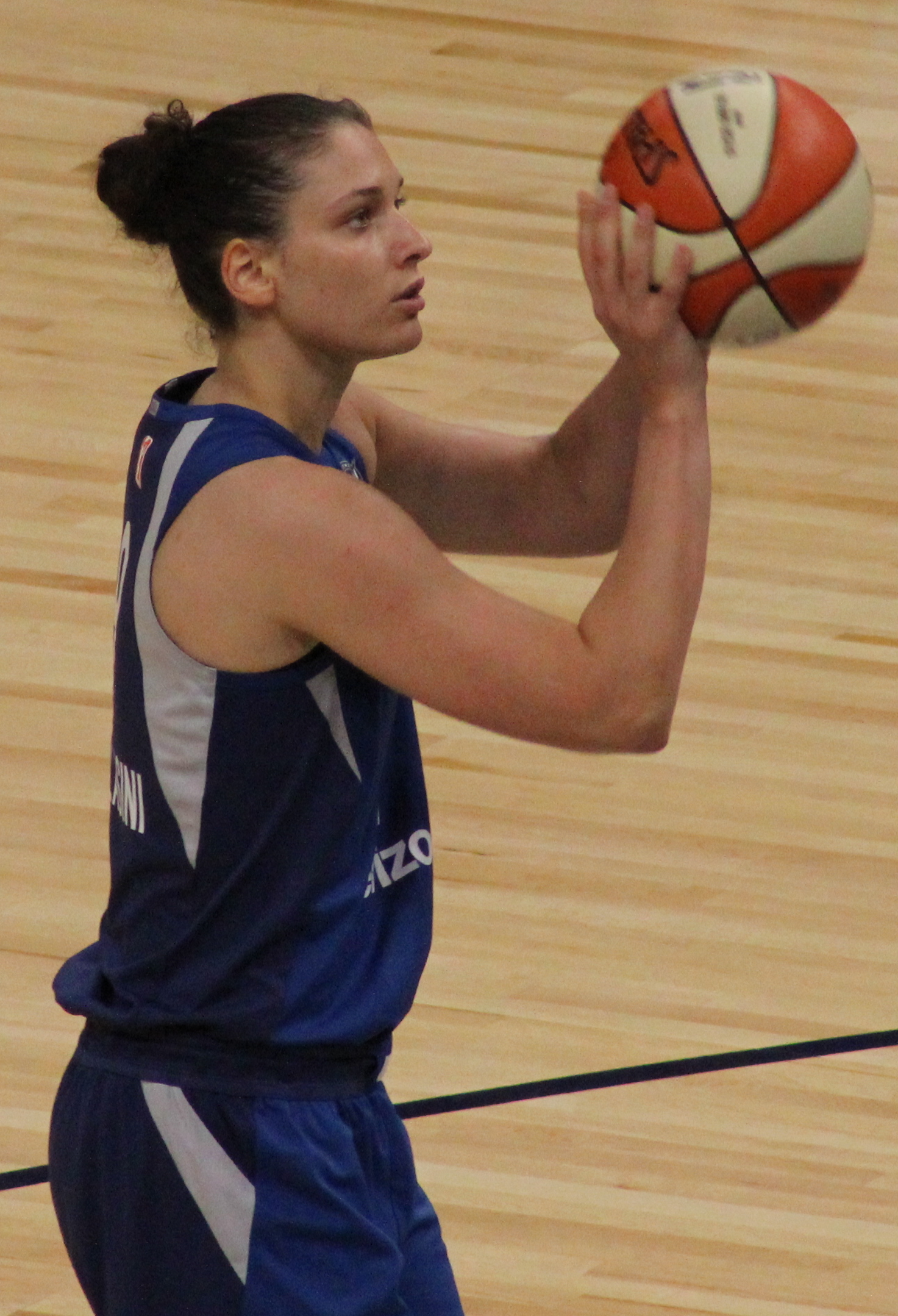
Zandalasini w barwach Minnesoty Lynx (2018).

Stan na 31 sierpnia 2020, na podstawie, o ile nie zaznaczono inaczej.

### WNBA
- Mistrzyni WNBA (2017)

### Drużynowe
- Mistrzyni:
  - Turcji (2019)
  - Włoch (2015, 2016, 2018)
- Wicemistrzyni Włoch (2017)
- Zdobywczyni:
  - superpucharu Włoch 2014, 2015, 2016, 2017)
  - pucharu Włoch (2014, 2015, 2017, 2018)
- Finalistka pucharu:
  - Prezydenta Turcji (2019)
  - Włoch (2016)

### Indywidualne
(* – nagrody przyznane przez portal eurobasket.com)
- Uczestniczka meczu gwiazd ligi włoskiej (2014)
- Zaliczona do*:
  - II składu:
    - grupy A II ligi włoskiej (2014)
    - All-Europeans (2017)

  - składu honorable mention:
    - All-Europeans (2014)
    - All-Europe (2017)
    - ligi włoskiej (2018)

### Reprezentacja
Seniorek
- Uczestniczka:
  - mistrzostw Europy (2017 – 7. miejsce)
  - kwalifikacji do Eurobasketu (2015 – 15. miejsce, 2017 – 7. miejsce)
- Zaliczona do I składu mistrzostw Europy (2017)

Młodzieżowe
- Wicemistrzyni Europy:
  - U–20 (2016)
  - U–16 (2012)
- Brązowa medalistka mistrzostw Europy U–16 (2011)
- Uczestniczka mistrzostw:
  - świata U–17 (2012 – 6. miejsce)
  - Europy:
    - U–20 (2015 – 5. miejsce, 2016)
    - U–18 (2013 – 6. miejsce, 2014 – 7. miejsce)
- MVP mistrzostw Europy:
  - U–20 (2016)
  - U–16 (2012)
- Zaliczona do:
  - I składu Eurobasketu:
    - U–16 (2011, 2012)
    - U–20 (2016)

  - II składu Eurobasketu U–18 (2013)*
- Liderka strzelczyń Eurobasketu U–20 (2016)